# Manuel Sanchis Guarner
Pour les articles homonymes, voir Sanchís et Guarner.
Manuel Sanchis Guarner, né à Valence le 9 septembre 1911 et mort le 16 décembre 1981, est un philologue, historien et écrivain espagnol de langue catalane.

## Biographie
Orphelin de père et de mère à respectivement 4 et 12 ans, il est ensuite élevé par son oncle José Sanchís Sivera, archéologue valencianiste. Il était également neveu du poète et érudit valencien Lluís Guarner. Après l'obtention du baccalauréat il obtient une licence en droit à l'université de Valence. Pendant ses études, il est l'un des fondateurs de la Fédération universitaire scolaire de Valence en 1928 et d'Acció Cultural Valenciana (1930).
En 1933, alors qu'il n'est âgé que de 22 ans, il publie La llengua dels valencians, réalisé à la demande  d'Adolf Pizcueta, une synthèse sur la langue catalane adressée au public valencien combinant divulgation de données scientifiques et un discours de défense de la langue, et qui finit par devenir un manuel de référence du valencianisme,,,. 
Entre 1933 et 1936, il se spécialise en phonétique et dialectologie à l'université de Madrid. Lors de cette étape madrilène, il est disciple des pères de la linguistique espagnole Ramón Menéndez Pidal et Tomás Navarro (avec qui il publie Análisis fonético del valenciano literario [« Analyse phonétique du valencien littéraire »] en 1934), et du grand hispaniste Américo Castro au Centre d'études historiques et est l'un des contributeurs à l’Atlas linguistique de la péninsule ibérique,,.
Il participe à la guerre civile espagnole dans les rangs des loyalistes républicains. Il en subira des représailles durant le franquisme, en passant par le camp de concentration de prisonniers politiques de Salamanque, puis sera emprisonné à Madrid de 1939 à 1943,. Il reste exilé à Majorque entre 1943 et 1959, période au cours de laquelle il collabore avec Francesc de Borja Moll dans l'élaboration du Diccionari català-valencià-balear (Dictionnaire catalan-valencien-baléare),.
En 1959 il rentre à Valence en tant que professeur de français à l'Institut San Vicente Ferrer jusqu'à ce que, en 1960, il soit nommé professeur à l'université de Valence. Au début des années 1960 il intègre l'Institut d'Estudis Catalans et il est exclu de la société culturelle Lo Rat Penat pour sa défense de l'unité de la langue. En 1966 il intègre la Real Academia de la Historia.
En 1974, il reçoit le prix d'honneur des lettres catalanes
Durant la transition démocratique espagnole, il est, comme Joan Fuster, cibles d'attaque de l'extrême droite locale. En 1978 un paquet bombe est déposé à son domicile,. Il meurt d'un infarctus épuisé par plusieurs mois de conflits judiciaires avec les milieux blavéristes en lien avec cette tentative d'attentat.
Les auteurs n'ont pas été arrêtés mais l'attentat fut revendiqué par le Grup d'Accio Valencianista dans le numéro d'octobre 2002 de sa revue Som, les faits étant alors prescrits.
Son fils, lui aussi nommé Manuel Sanchis Guarner est membre du Consell Valencià de Cultura de la Généralité valencienne.

## Œuvre
Il est l'auteur d'une œuvre vaste, qui s'étend depuis des études de linguistique, de littérature, d'histoire, d'ethnographie et de culture populaire, centrées sur le Pays valencien mais aussi sur le reste de l'ancienne Couronne d'Aragon et la péninsule Ibérique.
Parmi ses principales œuvres on peut citer La llengua dels valencians, publiée en 1933 et qui a fait l'objet de multiples rééditions ; la Gramàtica valenciana ("grammaire valencienne") de 1950, Els pobles valencians parlen els uns dels altres ou Aproximació a la història de la llengua catalana (1980). Il a également collaboré à des œuvres capitales comme le Diccionari català-valencià-balear déjà cité, ou Història del País Valencià. En 1974 il reçoit le Prix d'honneur des lettres catalanes.